# Caussenarde des Garrigues
La Caussenarde des Garrigues est une race ovine originaire des causses du sud du massif central. 
La caussenarde transhume depuis le Moyen Âge des Garrigues languedociennes jusque dans les Cévennes, l'Aubrac et les causses. Les bergers travaillent pour le compte de monastères puis de grands propriétaires viticoles. En hiver, les troupeaux partagent alors leur temps entre les garrigues (herbe d'automne et de printemps précoce et les plaines viticoles (ressource du "creux de l'hiver"), ainsi les mas viticoles de plaine avaient une bergerie attenante et parfois plusieurs autres isolées dans les garrigues environnantes. Au XIXe siècle et au XXe siècle, face au surpâturage, à la brucellose et la diffusion de races concurrentes comme la Lacaune, Blanche du Massif central et Tarasconnaise, la race a connu un déclin certain jusqu'aux mesures de sauvegarde des années 1980 et 1990. En 1932, on comptait 240 000 têtes. Encore considérée comme « en danger » par le ministère de l'agriculture, ses effectifs étaient estimés à 2 200 reproductrices en 2005.

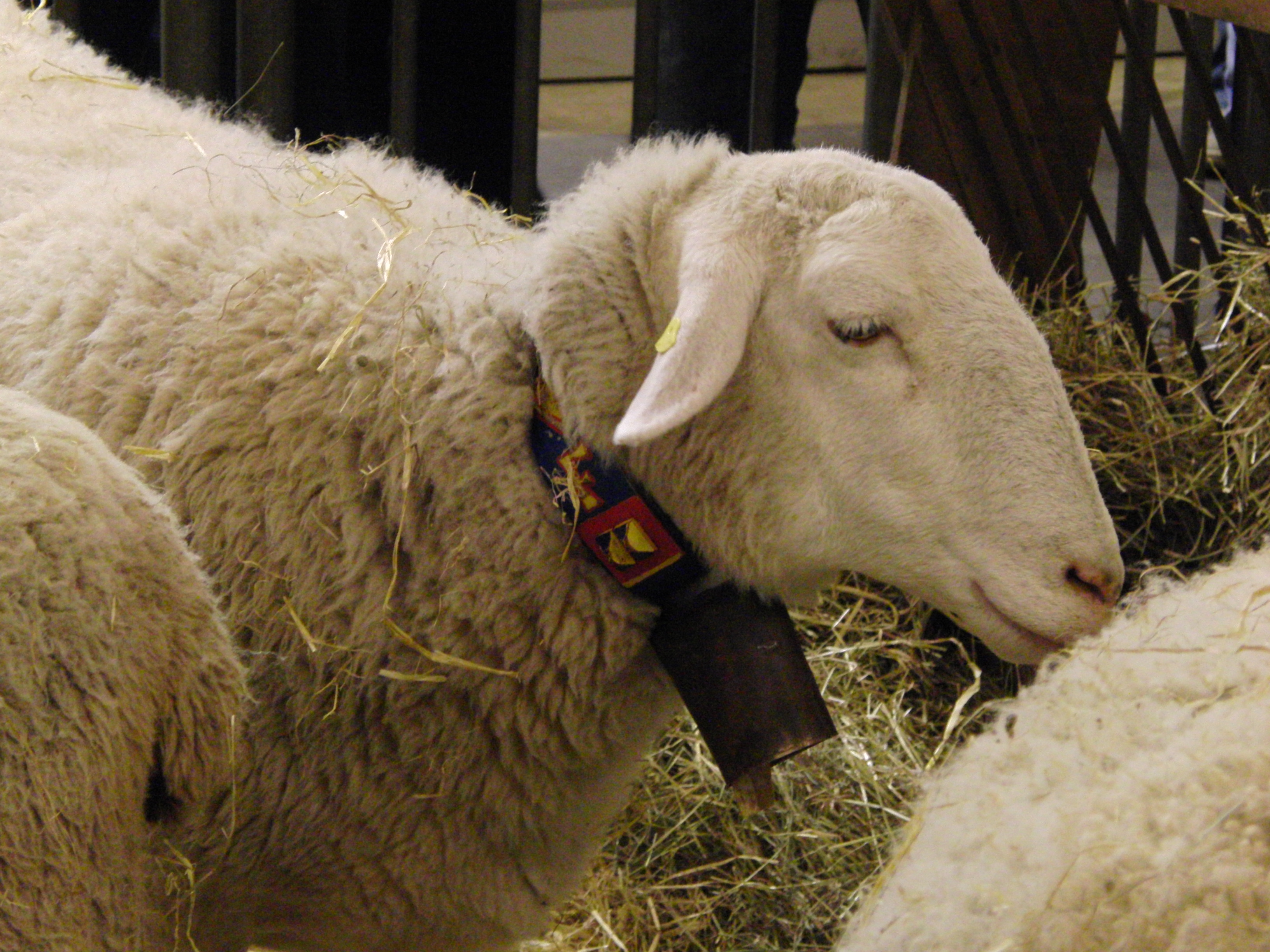
Tête d'une brebis caussenarde des garrigues.

En plus de ses qualités maternelles, la race est appréciée pour sa résistance aux milieux secs et chauds, ses capacités à la marche qui en fait un mouton idéal pour la grande transhumance. Au début du XXIe siècle, les troupeaux de grande transhumance « hivernent dans les garrigues de l’Hérault, et estivent sur le Mont Lozère ou les Grands Causses ».